# Giorgio Stracquadanio
Giorgio Clelio Stracquadanio (Milano, 22 marzo 1959 – Milano, 31 gennaio 2014) è stato un politico e giornalista italiano.

## Biografia
Figlio di un dirigente della Montedison, è stato giornalista pubblicista, nonché editorialista del quotidiano Il Tempo e di Libero. Ha redatto e curato numerosi volumi politici di destra, pubblicati da Libero, tra cui Tutte le balle su Berlusconi, I peccati di Prodi, Perché la sinistra non ha vinto, Un bel sì per mandare a casa Prodi, Le mani rosse sull'Italia, I primi cento giorni di Prodi. Nel 2009 fonda il quotidiano online Il Predellino.
Negli anni ottanta, Stracquadanio era attivista del Partito Radicale di Marco Pannella e portaborse di Tiziana Maiolo, allora assessore comunale antiproibizionista. Nel 1993 è stato candidato come consigliere comunale a Milano per la lista di Tiziana Maiolo; la lista non entrò in Consiglio. Nel 1996 Stracquadanio si candida alla Camera dei deputati col Polo delle Libertà nel collegio di Gallarate, senza essere eletto. Viene eletto nell'aprile 2006 al Senato nelle liste di Forza Italia.
Pur continuando a partecipare ai lavori politici di Forza Italia e restando esponente effettivo del partito, dopo un mese aderisce al gruppo parlamentare Democrazia Cristiana per le Autonomie per garantire il raggiungimento del quorum minimo di costituzione. Ha ricoperto al Senato le cariche di segretario della Commissione Bilancio, membro della Giunta per le Elezioni e del Comitato Parlamentare per i Procedimenti d'Accusa. Nel 2006 è stato eletto membro del Consiglio Generale del Partito Radicale Transnazionale, con la qualifica di "parlamentare supplente", per il quale era già stato attivista negli anni ottanta.
Tra le sue azioni politiche la denuncia a carico dei vertici dell'UCOII (Unione Comunità Islamiche Italiane) alla Procura della Repubblica di Roma per aver posto sullo stesso piano le stragi naziste con le azioni militari israeliane in Libano. La denuncia ha portato a indagare gli esponenti dell'associazione da parte della Procura e della DIGOS per incitazione alla violenza razziale. Era fra i deputati contrari alla proposta di dimezzare lo stipendio e le indennità dei parlamentari.
Alle elezioni politiche del 13 e 14 aprile 2008, risultato tra i non eletti alla Camera dei deputati nella circoscrizione Lombardia 1 (province di Milano e Monza), è successivamente subentrato alla deputata Cristiana Muscardini che aveva optato per un seggio al Parlamento europeo. È stato consigliere politico della ministra Mariastella Gelmini. È stato co-firmatario del disegno di legge per il distacco di sette comuni dell'alta Val Marecchia dalla regione Marche per la loro aggregazione all'Emilia-Romagna.
Il 3 novembre 2011, l'onorevole Stracquadanio, nonostante fosse generalmente considerato un falco berlusconiano per la sua fedeltà al premier Berlusconi e la totale condivisione del suo agire politico e personale, firma insieme alla deputata PdL Isabella Bertolini e ad altri quattro deputati già ex PdL Roberto Antonione, Giustina Destro, Fabio Gava e Giancarlo Pittelli una lettera in cui invitano il premier Berlusconi ad agire da uomo di Stato e formare un nuovo Governo. L'11 novembre 2011, dopo un incontro privato con il premier Berlusconi, vota il nuovo Rendiconto 2011 dopo la bocciatura della prima versione, a differenza degli altri firmatari del testo che in polemica non prendono parte al voto, fatta esclusione per la Bertolini.
Il 14 luglio 2012 in una intervista al Corriere della Sera commentando la ricandidatura di Berlusconi alle politiche del 2013 Stracquadanio definì l'ex premier al tramonto ritenendo il PdL un partito che non esiste: seguirono l'abbandono del gruppo parlamentare e l'adesione al Gruppo misto. Stracquadanio si avvicinò allora al movimento dell'economista Oscar Giannino Fermare il declino riconoscendosi nella sua politica economica liberista, a suo dire assente nella linea del Gabinetto Berlusconi a causa dello statalismo dell'ex Ministro dell'economia e delle finanze Tremonti, considerato uno dei motivi principali dell'allontanamento dall'allora maggioranza.
Il 22 novembre 2012 - insieme al presidente della Commissione Ecomafie onorevole Gaetano Pecorella, alla vicecapogruppo del PdL alla Camera Isabella Bertolini, al vicepresidente della Commissione Ambiente della Camera ed ex Sottosegretario all'Ambiente Roberto Tortoli e all'ex presidente del Comitato per la legislazione Franco Stradella - partecipa alla fondazione di Italia Libera, nuovo soggetto politico che guarda alle formazioni Italia Futura di Luca Cordero di Montezemolo e Andrea Riccardi e al progetto della Lista per l'Italia di Pier Ferdinando Casini e Gianfranco Fini per continuare l'esperienza politica del Governo Monti.
Nel 2012 la componente si federa alla Camera con la componente "Liberali per l'Italia-PLI" composta tutta da deputati ex PdL tra cui Roberto Antonione, Giustina Destro, Fabio Gava, Luciano Mario Sardelli e Angelo Santori che avevano lasciato il partito nel 2011 facendo cadere il Governo Berlusconi IV per aprire la strada al Governo Monti dando vita alla componente unitaria "Italia Libera-Liberali per l'Italia-Partito Liberale Italiano" di cui Antonione è eletto capogruppo e Vicepresidente del Gruppo misto.. Nel dicembre 2012 aderisce ufficialmente all'Agenda Monti per l'Italia, il nuovo movimento politico di Mario Monti.
Muore a Milano il 31 gennaio 2014 all'età di 54 anni per un tumore al polmone.

## Controversie
L'onorevole Stracquadanio è stato anche noto per alcune prese di posizione che hanno generato controversie e polemiche;come quella del 9 febbraio 2012, durante la trasmissione Punto e a capo su ClassTV, quando affermò che "chi guadagna 500 euro al mese è uno sfigato" e che secondo lui "non esistono persone che guadagnano 500 euro al mese in Italia, al massimo si può parlare di poche centinaia di migliaia di persone" perché "altrimenti i marciapiedi italiani sarebbero pieni di morti di fame".
Stracquadanio ebbe inoltre accesi scontri polemici, tra gli altri, con l'allora vicedirettore dell'Unità, Gianni Barbacetto, Marco Lillo e Antonella Mascali de Il Fatto Quotidiano, Milena Gabanelli, il presidente del CdA della Rai, Paolo Garimberti e Luigi Amicone, direttore di Tempi, periodico di Comunione e Liberazione, e in seguito anche con Gianluigi Paragone, giornalista Rai.
Il 20 novembre 2009 rilasciò un'intervista a il Fatto Quotidiano in cui si dichiarava a favore delle leggi ad personam, contrario alla reintroduzione del voto di preferenza e all'espressione del dissenso all'interno del Popolo delle Libertà. Ha inoltre dichiarato che l'editto bulgaro avrebbe dovuto contenere più nomi, e che Augusto Minzolini avrebbe dovuto rendere esplicita la linea editoriale del TG1 a favore del governo Berlusconi IV. Nell'estate 2010 ha adombrato l'uso contro Gianfranco Fini il "trattamento Boffo", ossia l'attacco politico-giornalistico a colpi di dossier, di cui è stato oggetto il direttore di Avvenire Dino Boffo nel 2009.
Dichiarò inoltre in Senato che L'Aquila "era una città che stava morendo, indipendentemente dal terremoto e il terremoto ne ha certificato la morte civile". Il sindaco dell'Aquila Massimo Cialente sporse querela contro di lui. Ha inoltre negato la presenza di una crisi industriale nel caso della Vynils. A seguito della denuncia di Angela Napoli sulla prostituzione di alcune colleghe politiche in cambio di cariche pubbliche, si è dichiarato a favore dell'uso della prostituzione per fare carriera nella politica italiana.
Accese discussioni ha anche suscitato un emendamento dell'onorevole Stracquadanio al decreto sicurezza, diretto a semplificare gli adempimenti relativi alla creazione di un conto corrente dedicato, finalizzato al pagamento delle retribuzioni del personale delle aziende appaltatrici di lavori pubblici; tale proposta di modifica, successivamente ritirata, secondo alcuni gruppi politici d'opposizione (Donatella Ferranti del Partito Democratico) avrebbe reso non rintracciabili le buste paga dei dipendenti delle aziende di appalti pubblici, così favorendo il lavoro nero.
Nel 2015, dopo la sua morte, il suo nome è comparso nella "Lista Falciani" in quanto cliente della filiale di Ginevra della HSBC e cointestatario di un conto da 10,7 milioni di dollari.